# Floris II av Holland
Floris II av Holland, född 1085, död 1121, var regerande greve av Holland 1091–1121.